# 鹿児島レブナイズ
鹿児島レブナイズ 英: Kagoshima Rebniseは、鹿児島県、鹿児島市をホームタウンとするプロバスケットボールチーム。運営法人は株式会社鹿児島レブナイズ。2008年にレノヴァ鹿児島として創設され、現在はB2リーグの西地区に所属している。呼称は鹿児島レブナイズである。

## 概要

### チームの特徴
チーム名の由来は、旧チーム名のレノヴァの頭文字の"RE"と、鹿児島弁で「無骨な若者」・「飾らない強い男」などを意味する"不二才(ぶにせ)"を合体させた造語("RE" + "BNISE")である。チームカラーは、ブラックを基調とし、レノヴァから引き継いだレッド、ゴールドも加えた3色である。
チームロゴは、2016年のチーム名変更時に、一般公募の結果、バスケットボールと島津氏の丸十紋をモチーフとした円形のものに一新された。チームカラーの「黒」を基調とした円形で鹿児島県全体を表現し、左側を薩摩半島、右側を大隅半島に見立て、ホームタウンの鹿児島市が属する左側には「価値ある勝利」を意味する金色を、右側には「燃える桜島」の赤色を配置する。

### ユニフォームスポンサー （2019-20シーズン）
- サプライヤー：VAYoreLA[8]
- 前面：鹿児島市（右肩）、ユーミーコーポレーション（中央）
- 背面：社会医療法人緑泉会 米盛病院（背番号上部）、鹿児島銀行（選手名下）
- パンツ：鹿児島県（右前）、JAグループ鹿児島（左前）

### 歴代ユニフォーム
| HOME      | HOME      | HOME      | HOME      | HOME      |
| --------- | --------- | --------- | --------- | --------- |
| 2017 - 18 | 2018 - 19 | 2019 - 20 | 2020 - 21 | 2021 - 22 |
| 2022 - 23 | 2023 - 24 | 2024 - 25 | 2025 - 26 |           |
|           |           |           |           |           |

| AWAY      | AWAY      | AWAY      | AWAY      | AWAY      |
| --------- | --------- | --------- | --------- | --------- |
| 2017 - 18 | 2018 - 19 | 2019 - 20 | 2020 - 21 | 2021 - 22 |
| 2022 - 23 | 2023 - 24 | 2024 - 25 | 2025 - 26 |           |
|           |           |           |           |           |

| 2019 - 20 かごしま国体 | 2024 - 25 3rd |
|                        |               |

### マスコットキャラクター

#### レノヴァスター
誕生日：2008年4月1日　身長：2m　体重：0.1t　性格：きまぐれ　特技：ダンス、バスケットボール
レノヴァ鹿児島時代のマスコットキャラクター。頭部は星形。太い眉毛が特徴。

#### れぶにゃん
誕生日：2月2日　身長・体重：桜島のように大きくなりたい　経歴：語るほどのものはありません
地元サッカーチームの鹿児島ユナイテッドFCのマスコットキャラクター『ゆないくー』も手掛けた「ぽたろ」氏のデザイン。チームカラーである「黒」の覆面をつけた白い猫の形をしている。チーム名が鹿児島レブナイズに変更となった後の2シーズン目の途中である2017年12月11日、選手として加入が発表されたため、非公式のマスコットキャラクター。膝が無いため、試合には参加登録できない。背番号は00。ポジションはC。当初はイラストのみの存在だったが、2018年4月28日のホームゲームにおいて、初めて着ぐるみの形で登場した。登場に当たり、「れぶにゃん登場の儀式」のイベントが実施された。全国的にもバスケットボールファンには知名度があり、チームの選手の誰よりも注目を浴びている存在となっている。

##### 2018年のシーズンオフ
2017-18シーズン終了後の2018年6月7日、クラブから「れぶにゃん」選手の契約満了の公式リリースが出された。Twitter上の一部で話題になり、B3リーグのいくつかのチームがTwitterの公式アカウント上で獲得オファーを出すなどしたが、約1週間後の6月15日に「【継続】2018－19シーズン選手兼レディラック見習い契約締結のお知らせ」の公式リリースが発表され、契約は継続されることになった。

### チアダンスチーム

#### レイベス
オフィシャルチアダンスチーム REIBES（レイベス、2019年8月結成）が活動している。チーム名は、レブナイズの「RE」と古代エジプト神話の舞踊と戦闘の神「BES(ベス)」を組み合わせたものであり、「0(レイ)」からスタートするという意味も有する。

#### レディラック
2012年レノヴァ時代からRedy Luck（レディラック）が専属チアダンスチームとして活動していたが、2019年2月9日朝に突如、翌10日が最後のパフォーマンスになるとレディラック側が発表(2月9日10日鹿児島アリーナでホーム戦が開催されていた)。“鹿児島レブナイズ運営会社との話し合いの結果、スポーツチームとしての運営方針の方向性が違ったためシーズン半ばではありますが活動を断念する結論を出すことで合意致しました”としている。10日にはレブナイズ側もこの件について発表し謝罪コメントが掲載された。シーズン中の急な発表と活動終了にファンは騒然となった。レディラックはこれ以降、不定期で熊本ヴォルターズで応援パフォーマンスを行っている。このシーズン終了後のオフに、レブナイズはレイベスを結成し、メンバー2人がレディラックからレイベスに移籍した。

## 歴史

### レッドシャークス時代
2003年と2004年にはオールジャパン出場の経験がある鹿児島教員クラブを母体とする。鹿児島教員レッドシャークスだった2006年には、bjリーグの前座試合を福岡BBボーイズと行った。2007年に鹿児島レッドシャークスに改称し、クラブ連盟に登録。同年にはプロバスケットボールチームの運営に当たる「スポーツフロンティア鹿児島」が設立され、レッドシャークスの一部選手とプロ契約を結んだ。2008年には4年ぶりのオールジャパン出場を果たす。

### レノヴァ時代
2008年からJBL2に参戦。参入に伴い新チーム名を募集し、レノヴァ鹿児島とした。「レノヴァ（Renova）」は、「維新、革新」を意味するRenovation及び「改革者」を意味するRenovatorに由来する造語である。
レッドシャークス所属選手を中心に構成され、2008年8月まで契約した日本人選手は2選手を除き全員が九州・沖縄出身であり、九州出身では無い2選手もレッドシャークスから継続しての所属である。プロ契約選手も在籍する一方、旧鹿児島教員クラブの流れから教員選手も多く在籍している。なお、鹿児島教員クラブはレノヴァに加わらなかった選手を中心に存続している。
2009年、第1回トライアウトを開催。8月27日にはJBL所属のリンク栃木ブレックスを迎えてのプレシーズンゲームを実施。故障のためプレーはしなかったが、田臥勇太らが所属するスター軍団ということもあり、3200人が来場する大盛況であった。
プレーオフには、2012年と2013年に進出。2013年には決勝に進んだが、兵庫ストークスに敗れ準優勝だった。
2013-14シーズンより、JBL2に代わって発足されるNBDLにNBL準会員として参入。NBL昇格を目指していた。
2014-15シーズンは5勝27敗で9チーム中8位、2015-16シーズンは6勝30敗で10チーム中9位と、2年連続で勝率1割台を記録し、NBDLシーズンを終えた。

### レブナイズ時代

#### 2016-17シーズン
NBL、NBDL、bjリーグが統合されて発足したB.LEAGUEが開幕。B.LEAGUE参入に伴い、チーム名を鹿児島レブナイズに変更。これは、B.LEAGUE発足にあたりチーム名の商標登録が求められ、旧チーム名では国内外で似た名称のプロスポーツチームや同名の会社・商品などがあり、商標登録が困難と判断したためである。
ヘッドコーチや外国籍選手との契約が遅れ、開幕3週間前にチームが始動。チュクゥディエベレ・マドゥアバム、タイメル・マーフィーら新戦力を補強してB2初年度のシーズンに挑んだが、島根との開幕戦には連敗。B2初勝利は、ホーム開幕ゲームの香川戦で記録した。しかし、初勝利以降勝ち星を挙げることが出来ずにいた中、平均得点チームトップのチャド・ポスチュマスをSR渋谷に放出。結果としてシーズンを通して連勝を記録することができず、勝率は1割を少し超えた西地区最下位、B2全体で最低勝率となった。また、戦績のみならず集客でも苦戦。最終節の無料招待の効果で観客数はなんとか1試合平均600人は超えたが、こちらもB2リーグで最低成績だったばかりか、全ステージ参加したB3リーグのチームを合わせても最少だった。

#### 経営難問題
シーズン終盤にスポンサーや入場者数が少ないことを起因とする経営難が判明。クラブはクラウドファンディングを利用するなどして資金を集めたが、2017-18シーズンのB2ライセンスは交付されなかった。これにより、2017-18シーズンからB3リーグ、またはそれ以下のクラスに降格することが決定。2017年6月8日のB.LEAGUE理事会にて、2017-18シーズンからのB3への降格（加盟）が正式に承認された。ただし、B3主催者による新運営会社の毎月の経営状況の確認や財政基盤の対応などを受け入れることを求めた、条件付き加盟となった。

#### 2017-18シーズン
B2ライセンス不交付によりB3リーグに降格。運営会社が「株式会社鹿児島レブナイズ」に切り替わり、運営体制が一新された。ヘッドコーチには元東京CRヘッドコーチの楠本和生を迎えた。また、青森から館山健太、現役復帰となる氏家豪一らが新加入。
ファーストステージは6チーム中3位と上位につけたが、レギュラーシーズンは9チーム中6位、ファイナルステージは6チーム中4位にとどまり、シーズン通算の勝ち点では9チーム中5位となった。個人成績では、中園がレギュラーシーズンでのフリースロー成功率で、館山が同じくレギュラーシーズンの3ポイント成功率でリーグトップとなった。シーズン終了をもって、氏家豪一、中園隆一郎の2選手が現役を引退。

#### 2018-19シーズン
ヘッドコーチには鮫島俊秀が1シーズンぶりに復帰。前シーズンはアシスタントコーチを務めた林亮太が選手に復帰した。また、大阪学院大学から福田惟吹、青森から永山雄太らが加入した。
ファーストラウンドは1勝しかあげられず7チーム中最下位。レギュラーシーズンは6連勝を記録する一方、11連敗を記録するなど好不調の波が大きく、10チーム中7位。ファイナルラウンドは7チーム中6位。総合順位はファーストラウンドの不振が響いて10チーム中9位で、全ステージ参加した7チーム中7位、レギュラーシーズンしか参加しなかった豊田合成、アイシンAWよりも下位に沈んだ。

#### 2019-20シーズン
鮫島HCが退任し、楠本和生がHCに再就任。ステージ制が廃止され、レギュラーシーズンのみとなった。開幕4連敗スタートとなったが、11月に4連勝を記録。新型コロナウイルス感染拡大によるシーズン打ち切りとなるまでの成績は16勝23敗で参加12チーム中8位だった。

#### 2020-21シーズン
楠本HCが退任し、鮫島俊秀がHCに復帰。シーズンは新型コロナウイルスの影響により例年より遅れ2021年1月開幕にスケジュールが設定された。
2021年3月9日、運営会社の株式会社鹿児島レブナイズは、2月18日に開催された臨時株主総会にて東京都豊島区に本社を置き、鹿児島にも支社を構えるIT企業の株式会社Wizが、筆頭株主だったユーミーリンク株式会社から株式の一部を取得したことを発表した。また同株主総会で役員の異動・新任取締役の就任を決議した。これにより3月1日から、株式会社Wizがオーナー会社の一員になった他、代表取締役も小牧からWizの取締役である中村剛に交代した。
4月14日、3勝21敗で最下位に低迷する中、チームは鮫島HCの契約を4月18日の金沢戦をもって解除することを発表した。後任は息子である鮫島和人が選手兼任でヘッドコーチを担うこと、林亮太が同じく選手兼任でアシスタントコーチを務めることを併せて発表。4月17日と18日の金沢戦は、2階席の無料招待もありいずれも1000人を超えた。17日は序盤から大量リードを奪われながら終盤追いついて接戦を演じるが敗戦。18日は勝利し連敗を14で止め、鮫島俊秀HCの有終の美を飾った。ヘッドコーチ交代後は、デズモンド・ヒューバートの加入もあり最終盤の5連勝を含む7勝7敗と健闘したが、開幕6連敗や途中の14連敗が響き、シーズン成績は11勝29敗で、勝率.275はB3リーグ加盟後、最低記録。11チーム中9位となった。

#### 2021-22シーズン
プレドラッグ・クルニッチが新HCに就任。運営会社が安定し、指導者、選手の順調な獲得もあり成績は急上昇。34勝13敗で4位に終わる。シーズン終了後、現役を引退した松崎圭介の背番号がクラブ初となる永久欠番として制定された。

#### 2022-23シーズン (B3)
クルニッチ体制2年目。41勝11敗のリーグ4位でレギュラーシーズンを終えるも、プレーオフ準々決勝で横浜EXに連敗し、シーズン終了となった。

#### 2023-24シーズン (B3)
クルニッチHCが退任し、フェルナンド・カレロ・ヒルが新HCに就任。濱田、今川、永山が退団した一方、ウィタカ ケンタ、藤本巧太、カイル・リチャードソン、丹野合気、ティム・ゲールが加入した。
開幕から連敗なしの好調を続け、シーズン後半には大型連勝を記録。第3シードとして出場したプレーオフでは横浜EX、香川にそれぞれスイープで勝利。2016-17シーズン以来となるB2昇格を達成した。ファイナルでは福井に敗れ、準優勝でシーズンを終了した。
また集客面においても、企業版ふるさと納税を活用し、市民の無料招待を実施。新リーグ「B.ONE」基準である平均集客数2,400人以上を達成した。

#### 2024-25シーズン (B2)
7シーズンぶりに、B2に復帰し、B2西地区所属となった。HCは、フェルナンド・カレロ・ヒルが続投、ウィタカ（沖縄ゴールデンキングスにて練習生に）、長尾（東京ユナイテッドBCへ）、中島（山形ワイバーンズへ）、松井（引退？アスパラ農家に）、嘉数（沖縄ゴールデンキングスにて練習生に）、ローガン・ロート（横浜エクセレンスへ）、ティム・ゲールが契約満了となった。
新規加入選手としては、B3立川ダイスから飴谷由毅が加入、B3徳島ガンバロウズから駒水 大雅ジャックが加入、B3八王子ビートレインズからジュフ伴馬（帰化選手枠）が加入、昇格を争ったB3香川ファイブアローズから上良潤起が加入、B2ライジングゼファー福岡より兒玉貴通が加入した。
外国籍は、カイル・リチャードソンが帰化申請中であるため、外国籍として登録となり、オランダ代表経験もある、221cmマット・ハームスが加入した。アンソニー・ゲインズ・ジュニアとも契約を継続し、4シーズン目となった。
またスタッフ面も大きく更新された。GM補佐だった信太小百合氏が契約終了。B2岩手ビックブルズのGMだった篠原 滋氏をGMとして契約。
田中誠人アシスタントコーチは、B1宇都宮ブレックスのアシスタントコーチとして移籍、B1茨木ロボッツの通訳件サポートコーチの伊藤治矢氏をアシスタントコーチとして契約、スペイン出身のペナ・ガルセス・マヌエル氏をアシスタントコーチとして契約
アカデミー事業部の統括ディレクターに、クラブ初の永久欠番選手松崎圭介氏が就任
大久保礼央奈マネージャー 契約満了、國重紗稀アシスタントトレーナー 契約満了、西村優一トレーナー 契約満了、髙栁美咲氏がマネージャー新規契約、上野優氏がアシスタントトレーナー新規契約、川尻奈々氏がアシスタントマネージャー新規契約となり、チームスタッフのメンバーも大きく変更された。
シーズン開幕前の各メディアの予想としては西地区下位を予想されていたが、開幕戦にてライジングゼファー福岡を、続く第2節に昨年勝利できなかった福井ブローウィンズに連勝し、4連勝となり、各メディアの予想を覆した。
調子を上げてきたライジングゼファー福岡に首位を明け渡し、3位陥落や、2月の上位陣との連戦では負け越しなど、B2のレベルを感じる部分もあった。
Bリーグオールスターダンクコンテストに、B2から唯一アンソニー・ゲインズ・ジュニアが出場しダンクコンテストで優勝を飾った。
シーズン途中では、カイル・リチャードソンがB1越谷への移籍と、本来の予定とことなるであろう動きもあったが、NBA通算395試合出場経験のあるジェームズ・エニスを獲得、また、特別指定選手として、スラムダンク作者井上雄彦氏の長男、井上大道選手を獲得した。
4/13（日）の愛媛オレンジバイキングスとのホーム戦で勝利し、西地区2位を確定、プレイオフクォーターファイナルのホーム開催を決めた。

## 成績

### B.LEAGUE

#### B3リーグ成績詳細
B3リーグは、2018-19シーズンまでレギュラーシーズン以外にも、参加チーム数の異なるファーストステージ・ファイナルステージが実施されていた。以下にその詳細を示す。
| 年度    | ファーストステージ | ファーストステージ | ファーストステージ | ファーストステージ | レギュラーシーズン | レギュラーシーズン | レギュラーシーズン | レギュラーシーズン | ファイナルステージ | ファイナルステージ | ファイナルステージ | ファイナルステージ | シーズン通算 | シーズン通算 | シーズン通算 | シーズン通算 | シーズン通算  | シーズン通算   | シーズン通算 | シーズン通算 | シーズン通算 | シーズン通算 | シーズン通算 | シーズン通算 |
| 年度    | 勝                 | 敗                 | 順位               | 勝点               | 勝                 | 敗                 | 順位               | 勝点               | 勝                 | 敗                 | 順位               | 勝点               | 試合 数      | 勝           | 敗           | 勝率         | ホーム        | アウェイ       | 得点         | 失点         | 点差         | 総合 勝点    | 総合 順位    | HC           |
| ------- | ------------------ | ------------------ | ------------------ | ------------------ | ------------------ | ------------------ | ------------------ | ------------------ | ------------------ | ------------------ | ------------------ | ------------------ | ------------ | ------------ | ------------ | ------------ | ------------- | -------------- | ------------ | ------------ | ------------ | ------------ | ------------ | ------------ |
| 2017-18 | 5                  | 5                  | 3                  | 2.0                | 14                 | 18                 | 6                  | 2.5                | 8                  | 12                 | 4                  | 2.5                | 62           | 27           | 35           | .435         | 12-20 (.375)  | 15-15 (.500)   | 5029         | 5149         | -120         | 7.0          | 5            | 楠本和生     |
| 2018-19 | 1                  | 11                 | 7                  | 0.0                | 13                 | 23                 | 7                  | 2.0                | 3                  | 9                  | 6                  | 1.5                | 60           | 17           | 43           | .283         | 6-24 （.200） | 11-19 （.367） | 4725         | 5298         | -573         | 3.5          | 9            | 鮫島俊秀     |

### 過去のリーグ戦

#### JBL2
| 年度    | リーグ | 回 | レギュラーシーズン | レギュラーシーズン | レギュラーシーズン | セミファイナル               | セミファイナル               | ファイナル                   | ファイナル                   | 最終結果                     | HC                 |
| 年度    | リーグ | 回 | 勝                 | 敗                 | 順位               | 勝                           | 敗                           | 勝                           | 敗                           | 最終結果                     | HC                 |
| ------- | ------ | -- | ------------------ | ------------------ | ------------------ | ---------------------------- | ---------------------------- | ---------------------------- | ---------------------------- | ---------------------------- | ------------------ |
| 2008-09 | JBL2   | 2  | 3                  | 11                 | 7位                | ---                          | ---                          | ---                          | ---                          | 7位                          | 鮫島俊秀           |
| 2009-10 | JBL2   | 3  | 6                  | 15                 | 6位                | ---                          | ---                          | ---                          | ---                          | 6位                          | 鮫島俊秀           |
| 2010-11 | JBL2   | 4  | 11                 | 12                 | 4位                | 震災のためプレイオフ実施せず | 震災のためプレイオフ実施せず | 震災のためプレイオフ実施せず | 震災のためプレイオフ実施せず | 震災のためプレイオフ実施せず | 鮫島俊秀           |
| 2011-12 | JBL2   | 5  | 18                 | 9                  | 3位                | 0                            | 1                            | ---                          | ---                          | 4位                          | 鮫島俊秀           |
| 2012-13 | JBL2   | 6  | 26                 | 6                  | 西地区2位          | 1                            | 0                            | 0                            | 1                            | 2位                          | マイケル・オルソン |

#### NBDL
| 年度    | 試合数 | 勝 | 敗 | 勝率 | 最終結果                         | HC                            |
| ------- | ------ | -- | -- | ---- | -------------------------------- | ----------------------------- |
| 2013-14 | 32     | 11 | 21 | .344 | レギュラーシーズン 9チーム中6位  | 小原匡博                      |
| 2014-15 | 32     | 5  | 27 | .156 | レギュラーシーズン 9チーム中8位  | 小原匡博 (プレーイングコーチ) |
| 2015-16 | 36     | 6  | 30 | .167 | レギュラーシーズン 10チーム中9位 | 鮫島俊秀                      |

### 天皇杯全日本選手権
- 第78回
- 第79回
- 第83回 - 2回戦敗退
- 第87回 - 2回戦敗退
- 第93回 - 4回戦敗退

### 個人別タイトル
- B2 2016-17 ブロックショット チュクゥディエベレ・マドゥアバム
- B3 2017-18 レギュラーシーズン ： フリースロー成功率 中園隆一郎(94.7%)、3ポイント成功率 館山健太(42.1%)
- B3 2018-19 レギュラーシーズン ：3ポイント成功率 館山健太(43.4%)

### ホームゲーム開催実績
以下はBリーグ加盟以後の統計。(ゲーム２も含む)
| 年度          | 参加 クラス | ホーム ゲーム数 | 西原商会 アリーナ | レギュラーシーズン その他                                | ポストシーズン             |
| 2016-17       | B2          | 30              | 8                 | 県体育館10 国分4 姶良2 東串良2 奄美2 出水2               |                            |
| 2017-18       | B3          | 32              | 14                | 吉松2 西之表2 鹿屋体大2 指宿4 串良2 串木野3 川内2 蒲生1  |                            |
| 2018-19       | B3          | 30              | 18                | 阿久根2 奄美2 指宿4 串木野2 川内2                        |                            |
| 2019-20       | B3          | 20(30)          | 2(6)              | 県体育館4(8) 姶良6 指宿2(4) 吉松2 東串良2 川内2          |                            |
| 2020-21       | B3          | 20              | 6                 | 県体育館4 姶良2 指宿6 串良2                              |                            |
| 2021-22       | B3          | 25(28)          | 8(10)             | 県体育館6 姶良2 指宿4 串良1(2) 串木野2 国分2(0) 吉松0(2) |                            |
| 2022-23       | B3          | 26              | 8                 | 県体育館4 姶良6 指宿4 川内2 串良2                        | 西原商会アリーナ2          |
| 2023-24       | B3          | 26              | 6                 | 県総合体育館6 サンアリーナ8                              | 西原商会アリーナ2          |
| 2024-25(予定) | B2          |                 | 12                | 県総合体育館13 サンアリーナ2 いちき串木野総合2           | 阿久根市総合1 加世田運動 2 |

凡例
西原商会アリーナ (鹿児島アリーナ)
県体育館-鹿児島県総合体育センター体育館
国分-霧島市国分体育館
姶良-ビーラインスポーツパーク姶良（姶良市総合運動公園）体育館
東串良-東串良町総合体育館
奄美-奄美市名瀬総合体育館
出水-出水市総合体育館
吉松-湧水町吉松体育館
西之表-西之表市民体育館
鹿屋体大-鹿屋体育大学体育館
指宿-指宿総合体育館
串良-平和公園串良平和アリーナ
串木野-いちき串木野市総合体育館
川内-サンアリーナせんだい
蒲生-姶良市蒲生体育館
阿久根-阿久根市総合体育館
括弧内は開催予定だった試合数

## 選手とスタッフ

### 球団代表
- 代表取締役社長　中村剛[49]

### 過去の所属選手
- ジェローン・ドッド
- 益山遼太郎
- 東憲二郎
- 山城拓馬
- 鈴木亮一
- 今井康輔
- 小野将
- 伊計郁也
- 白澤広宇
- 藤原岳志
- サー・パパ・ブーバカー
- 伊藤泰孝
- 松山晃士
- 並里祐
- クリス・ブラウン
- 森崎将之
- 西堂雅彦
- 鮫島和人
- チュクゥディエベレ・マドゥアバム

- 奈良篤人
- 丸山公平
- 高橋幸大
- 福水優士
- 日下謙人
- 近忍
- 小原匡博
- ルーク・エヴァンス
- 小久保眞
- 沢頭智弘
- 安慶大樹
- 山口拓也
- 山下颯
- 早川大史
- 斎藤大輔
- ラファエル・ジョンソン
- 尾崎貴志
- 伊藤勇樹

### 過去の所属スタッフ
- 鮫島俊秀
- 小関ライアン雄大
- 平田馨
- 川路弥生
- 中原秀人
- 小原匡博
- 園田明
- 織田文雄
- 西原翔太
- 西村亮
- 竹田寛晃
- 伊覇健太
- 生駒祐次